# Moving Out
Moving Out é um jogo eletrônico cooperativo de puzzle e ação com um tema de simulação de mudanças, desenvolvido pelo estúdio sueco DevM Games e pelo estúdio australiano SMG Studio. Em uma experiência cooperativa local, os jogadores movem objetos de casas para um caminhão de mudanças enquanto lidam com físicas exageradas. O jogo foi publicado pela Team17 em 28 de abril de 2020 para Microsoft Windows, Xbox One, PlayStation 4 e Nintendo Switch. Uma versão do jogo para o serviço de streaming de jogos Amazon Luna foi lançada em 28 de janeiro de 2021.

## Jogabilidade
O jogadores em Moving Out assumem o papel de funcionários de uma empresa de mudanças, movendo móveis e eletrodomésticos (como sofás, geladeiras e fornos de micro-ondas) de uma casa para um caminhão de mudanças dentro do tempo estipulado. Pelo caminho, obstáculos (como ancinhos, chamas, gelo ou até mesmo fantasmas) podem ser encontrados. Alguns objetos pesados requerem duas pessoas para serem carregados, enquanto outros objetos são frágeis e podem ser quebrados facilmente. Objetos podem ser atirados. Os jogadores são classificados em uma escala de bronze, prata e ouro, dependendo da velocidade com a qual os objetos são movidos para o caminhão. Os níveis também têm objetivos opcionais, como quebrar todas as janelas da casa ou empacotar um objeto não marcado. Níveis extras bônus também podem ser desbloqueados.
Moving Out inclui um "Modo de Assistência", que reduz a dificuldade do jogo. Com essa opção, o jogador pode estender o limite de tempo, fazer os objetos sumirem quando são entregues, remover obstáculos, tornar objetos mais leves ou até mesmo pular certos níveis.
Em fevereiro de 2021, uma expansão, disponível para todas as plataformas onde o jogo está presente, foi lançada, intitulada Movers in Paradise. Ela adicionou 14 novos níveis à história, bem como novos personagens e tipos de itens a serem movidos.

## Recepção
Moving Out recebeu críticas "geralmente positivas" segundo o agregador de críticas Metacritic para as versões de Microsoft Windows, Xbox One e Nintendo Switch, com uma nota média de 79, 78 e 77 de 100, respectivamente. Em sua versão para PlayStation 4, o jogo recebeu críticas "mistas ou medianas", com uma nota média de 74 de 100. As opções de acessibilidade do jogo foram um ponto muito elogiado por diversos críticos, bem como a simplicidade dos controles, permitindo que qualquer pessoa seja capaz de jogá-lo. Apesar dos elogios ao sistema fundamental de jogabilidade, muitos críticos notaram que a experiência de um jogador é pouco interessante e frequentemente entediante.
Ellen Causey, da GamesRadar+, afirmou que apesar de alguns níveis merecerem muito destaque, outros parecem mais uma obrigação. Ela também elogiou a escrita do jogo, dizendo que seu humor é "genuinamente engraçado." Michael Leri, da GameRevolution, concordou com este elogio, adicionando que Moving Out tem um "estilo [...] e apresentação cativantes." Apesar de concordar com os elogios visuais ao jogo, Jeff Cork, da Game Informer, criticou fortemente as físicas do motor de jogo, relatando sua frustração ao tentar fazer "o modelo de físicas cooperar."
Muitos críticos assemelharam a proposta do jogo à de Overcooked!, jogo também publicado pela Team17 em 2016. Entretanto, Amanda Yoe, da Mashable, bem como Stuart Gipp, da Nintendo Life, constataram que a cooperação não é necessariamente necessária em Moving Out, enquanto é parte integral da jogabilidade do jogo da Ghost Town Games.